# فيل وايت (لاعب كرة قدم أمريكية)
فيل وايت (بالإنجليزية: Phil White)‏ هو لاعب كرة قدم أمريكية أمريكي، ولد في 17 مايو 1900 في إنيد في الولايات المتحدة، وتوفي في 29 مايو 1982 في أوكلاهوما سيتي في الولايات المتحدة.

## وصلات خارجية
- فيل وايت على موقع مرجع كرة القدم المحترفة.كوم (الإنجليزية)